# Phyllosticta beaumarisii
Phyllosticta beaumarisii är en svampart som beskrevs av A.P. Paul & M.D. Blackburn 1986. Phyllosticta beaumarisii ingår i släktet Phyllosticta och familjen Botryosphaeriaceae.   Inga underarter finns listade i Catalogue of Life.